# Mistrovství Jižní Ameriky ve fotbale 1937
Mistrovství Jižní Ameriky ve fotbale 1937 bylo 14. mistrovství pořádané fotbalovou asociací CONMEBOL. Vítězem se stala Argentinská fotbalová reprezentace.

## Tabulka
| Tým       | Z | V | R | P | VG | IG | +/- | B |
| --------- | - | - | - | - | -- | -- | --- | - |
| Argentina | 5 | 4 | 0 | 1 | 12 | 5  | +7  | 8 |
| Brazílie  | 5 | 4 | 0 | 1 | 17 | 9  | +8  | 8 |
| Uruguay   | 5 | 2 | 0 | 3 | 11 | 14 | -3  | 4 |
| Paraguay  | 5 | 2 | 0 | 3 | 8  | 16 | -8  | 4 |
| Chile     | 5 | 1 | 1 | 3 | 12 | 13 | -1  | 3 |
| Peru      | 5 | 1 | 1 | 3 | 7  | 10 | -3  | 3 |
| Bolívie   | 0 | 0 | 0 | 0 | 0  | 0  | 0   | 0 |
| Kolumbie  | 0 | 0 | 0 | 0 | 0  | 0  | 0   | 0 |

- Týmy  Brazílie a  Argentina měly stejný počet bodů, a tak o titulu rozhodl dodatečný rozhodující zápas.
- Týmy  Bolívie a  Kolumbie se vzdaly účasti.

## Zápasy
| 27. prosince 1936                    |     |                                 |                                                |
| Brazílie                             | 3:2 | Peru                            | Estadio Gasómetro, Buenos Aires diváci: 20 000 |
| Roberto 7' Afonsinho 30' Niginho 57' |     | T. Fernández 55' Villanueva 58' | Estadio Gasómetro, Buenos Aires diváci: 20 000 |

| 30. prosince 1936 |     |          |                                                |
| Argentina         | 2:1 | Chile    | Estadio Gasómetro, Buenos Aires diváci: 35 000 |
| Varallo 30' 43'   |     | Toro 73' | Estadio Gasómetro, Buenos Aires diváci: 35 000 |

| 2. ledna 1937                                     |     |                |                                                |
| Paraguay                                          | 4:2 | Uruguay        | Estadio Gasómetro, Buenos Aires diváci: 35 000 |
| A. Ortega 9' 79' A. González 35' Erico 38' (pen.) |     | Varela 16' 28' | Estadio Gasómetro, Buenos Aires diváci: 35 000 |

| 3. ledna 1937                                                 |     |                                       |                                                     |
| Brazílie                                                      | 6:4 | Chile                                 | Estadio Camilo Cichero, Buenos Aires diváci: 20 000 |
| Patesko 2' 26' Carvalho Leite 6' Luizinho 35' 40' Roberto 68' |     | Avendaño 19' Toro 25' 73' Riveros 40' | Estadio Camilo Cichero, Buenos Aires diváci: 20 000 |

| 6. ledna 1937                        |     |                                 |                                                |
| Uruguay                              | 4:2 | Peru                            | Estadio Gasómetro, Buenos Aires diváci: 20 000 |
| Camaití 16' Varela 31' 56' Píriz 79' |     | T. Fernández 29' Magallanes 40' | Estadio Gasómetro, Buenos Aires diváci: 20 000 |

| 9. ledna 1937                                |     |                 |                                                |
| Argentina                                    | 6:1 | Paraguay        | Estadio Gasómetro, Buenos Aires diváci: 42 000 |
| Scopelli 5' 54' García 8' Zozaya 33' 75' 82' |     | A. González 86' | Estadio Gasómetro, Buenos Aires diváci: 42 000 |

| 10. ledna 1937 |     |                                 |                                                |
| Uruguay        | 0:3 | Chile                           | Estadio Gasómetro, Buenos Aires diváci: 18 000 |
|                |     | Toro 17' Arancibia 59' Toto 83' | Estadio Gasómetro, Buenos Aires diváci: 18 000 |

| 13. ledna 1937                                      |     |          |                                                |
| Brazílie                                            | 5:0 | Paraguay | Estadio Gasómetro, Buenos Aires diváci: 20 000 |
| Patesko 31' 67' Luizinho 42' 51' Carvalho Leite 59' |     |          | Estadio Gasómetro, Buenos Aires diváci: 20 000 |

| 16. ledna 1937 |     |      |                                                |
| Argentina      | 1:0 | Peru | Estadio Gasómetro, Buenos Aires diváci: 40 000 |
| Zozaya 55'     |     |      | Estadio Gasómetro, Buenos Aires diváci: 40 000 |

| 17. ledna 1937                          |     |             |                                                |
| Paraguay                                | 3:2 | Chile       | Estadio Gasómetro, Buenos Aires diváci: 12 000 |
| Amarilla 15' Flor 22' Núñez Velloso 54' |     | Toro 8' 32' | Estadio Gasómetro, Buenos Aires diváci: 12 000 |

| 19. ledna 1937                           |     |                          |                                                |
| Brazílie                                 | 3:2 | Uruguay                  | Estadio Gasómetro, Buenos Aires diváci: 35 000 |
| Carvalho Leite 36' Bahia 72' Niginho 77' |     | Villadóniga 1' Píriz 66' | Estadio Gasómetro, Buenos Aires diváci: 35 000 |

| 21. ledna 1937    |     |                        |                                               |
| Peru              | 2:2 | Chile                  | Estadio Gasómetro, Buenos Aires diváci: 8 000 |
| J. Alcalde 1' 26' |     | Torres 16' Carmona 70' | Estadio Gasómetro, Buenos Aires diváci: 8 000 |

| 23. ledna 1937         |     |                                   |                                                |
| Argentina              | 2:3 | Uruguay                           | Estadio Gasómetro, Buenos Aires diváci: 60 000 |
| Varallo 63' Zozaya 68' |     | Ithurbide 5' Píriz 51' Varela 58' | Estadio Gasómetro, Buenos Aires diváci: 60 000 |

| 24. ledna 1937 |     |             |                                                |
| Paraguay       | 0:1 | Peru        | Estadio Monumental, Buenos Aires diváci: 8 000 |
|                |     | Lavalle 43' | Estadio Monumental, Buenos Aires diváci: 8 000 |

| 30. ledna 1937 |     |          |                                                |
| Argentina      | 1:0 | Brazílie | Estadio Gasómetro, Buenos Aires diváci: 65 000 |
| García 48'     |     |          | Estadio Gasómetro, Buenos Aires diváci: 65 000 |

## Rozhodující dodatečný zápas
| 1. února 1937        |              |          |                                                |
| Argentina            | 2:0 (prodl.) | Brazílie | Estadio Gasómetro, Buenos Aires diváci: 80 000 |
| De la Mata 109' 112' |              |          | Estadio Gasómetro, Buenos Aires diváci: 80 000 |